# Holcolaetis xerampelina
Espèce
Holcolaetis xerampelina est une espèce d'araignées aranéomorphes de la famille des Salticidae.

## Distribution
Cette espèce se rencontre au Zimbabwe, en Zambie, au Malawi et en Tanzanie.

## Description
La femelle holotype mesure 13,5 mm.
Le mâle décrit par Wanless en 1985 mesure 7,92 mm et la femelle 12,5 mm

## Publication originale
- Simon, 1886 : Études arachnologiques. 18e Mémoire. XXVI. Matériaux pour servir à la faune des Arachnides du Sénégal. (Suivi d'une appendice intitulé: Descriptions de plusieurs espèces africaines nouvelles). Annales de la Société Entomologique de France, sér. 6, vol. 5, p. 345-396 (texte intégral).